# Luigi Maria Burruano
Luigi Maria Burruano, né le 20 octobre 1948 à Palerme et mort le 10 septembre 2017 dans la même ville, est un acteur italien. Il est parfois crédité sous le nom de Luigi Burruano.

## Biographie
Luigi Maria Burruano est né à Palerme le 20 octobre 1948. Il débute sur scène dans les années 1960, se consacrant au cabaret et au théâtre sicilien dialectal.
Il tourne au cinéma à partir des années 1970 dans le film L'amore coniugale de Dacia Maraini jusqu'aux années 2000, en particulier dans les films Cento Passi avec son neveu Luigi Lo Cascio de Marco Tullio Giordana, Uomo delle Stelle de Giuseppe Tornatore,  Quo Vadis Baby? de Gabriele Salvatores et dans diverses séries de télévision comme La Mafia. 
Luigi Maria Burruano est mort dans sa maison de Palerme le 10 septembre 2017 à l'âge de 68 ans.

## Filmographie partielle
- 1970 :  L'amore coniugale de Dacia Maraini.
- 1985 : Pizza Connection de Damiano Damiani.
- 1989 : Mery pour toujours (Mery per sempre) de Marco Risi
- 1990 : Ragazzi fuori de Marco Risi.
- 1992 : La discesa di Aclà a Floristella (titre original : Aclà's Descent into Floristella) d'Aurelio Grimaldi.
- 1993 : La scorta de Ricky Tognazzi
- 1995 : Marchand de rêves (titre original : L'uomo delle stelle) de Giuseppe Tornatore.
- 1996 : Luna e l'altra de Maurizio Nichetti.
- 2000 : Les Cent Pas (titre original : I cento passi) de Marco Tullio Giordana.
- 2001 : Gasoline (titre original : Benzina) de Monica Stambrini.
- 2002 : 
  - Nowhere de Luis Sepúlveda.
  - Ginostra de Manuel Pradal.
- 2003 : Le Retour de Cagliostro (titre original : Il ritorno di Cagliostro) de Daniele Ciprì et Franco Maresco.
- 2005 : Quo vadis, baby? de Gabriele Salvatores.
- 2008 : Il sangue dei vinti de Michele Soavi.
- 2009 : 
  - Baarìa de Giuseppe Tornatore.
  - Napoli, Napoli, Napoli d'Abel Ferrara.